# Alfonso Salmerón
Alfonso (Alphonsus) Salmerón (ur. 8 września 1515 w Toledo, zm. 13 lutego 1585 w Neapolu) – teolog, biblista i jeden z założycieli zakonu jezuitów.

## Towarzystwo Jezusowe
Studiował literaturę i filozofię na uniwersytecie w Alcalá, a później filozofię i teologię na paryskiej Sorbonie. W Paryżu za pośrednictwem Diego Layneza poznał Ignacego Loyolę i razem z Laynezem, Piotrem Fabrem i Franciszkiem Ksawerym byli jednymi z pierwszych sześciu towarzyszy Loyoli. Stali się zalążkiem przyszłego zakonu jezuitów. 15 sierpnia 1534 w kościele św Piotra na wzgórzu Montmartre, wówczas leżącym na przedmieściach Paryża, wspólnie złożyli śluby ubóstwa i czystości oraz podjęli zobowiązanie, że po uzyskaniu święceń udadzą się do Palestyny, aby tam nawracać muzułmanów, a gdyby to było niemożliwe, oddadzą się do dyspozycji papieża. 15 listopada 1536 opuścili Paryż i dotarli do Wenecji 8 stycznia. Ponieważ ze względu na wojnę dalsza podróż na wschód nie była możliwa, podczas wielkiego postu Loyola i Piotr Faber, jedyny spośród nich mający święcenia kapłańskie, udali się do Rzymu po papieską akceptację. Po jej uzyskaniu wszyscy otrzymali święcenia kapłańskie i zaczęli organizować nowy zakon. 8 września spotkali się w Vicenza i wszyscy oprócz Loyoli odprawili swoją pierwszą mszę świętą. Plan pielgrzymi do Ziemi Świętej został porzucony. Salmeron poświęcił się służbie ubogim i dzieciom w Sienie. 22 kwietnia 1541 w bazylice św. Pawła za Murami w Rzymie złożył śluby przynależności do nowo utworzonego Towarzystwa Jezusowego.

## Sobór trydencki
Jesienią 1541 papież Paweł III wysłał Salmerona i Paschase Broëta jako nuncjuszy apostolskich do Irlandii. Później popłynęli do Dieppe, a następnie udali się do Paryża. Salmeron przez dwa lata wygłaszał kazania w Rzymie. Zasłynął kazaniami na temat Listu do Efezjan, które trzy razy w tygodniu wygłaszał w rzymskim kościele jezuitów. Po krótkim pobycie w Bolonii 18 maja 1546 on i Laynez zostali wysłani na sobór trydencki, gdzie pełnili funkcję papieskich teologów. Tematem debaty był dogmat o usprawiedliwieniu.
Obaj jezuici zdobyli poważanie na soborze. Ich wywody były drukowane i wysyłane biskupom. Obaj 14 marca 1547 razem z soborem przenieśli się do Bolonii. Po poważnych problemach ze zdrowiem w Padwie Salmeron powrócił do prac soborowych. Następne dwa lata w dużej części zajęło mu wygłaszania kazań w Bolonii, Wenecji, Padwie i Weronie. 4 października 1549 Salmeron i jego towarzysze Claude Le Jay i Piotr Kanizjusz uzyskali tytuły doktorskie na Uniwersytecie Bolońskim, dzięki temu mogli na zaproszenie księcia Bawarii, Wilhelma IV, przyjąć posady na uniwersytecie w Ingolstadt. Salmeron zajął się interpretacją Listu do Rzymian. Po śmierci Wilhelma, w wyniku namów biskupa Werony, Salmeron powrócił do Werony 24 września 1550 i wyjaśniał Ewangelię Mateusza.
W 1551 wezwano go do Rzymu, by pomógł Loyoli w pracy nad konstytucją Towarzystwa Jezusowego. W lutym 1551 zainaugurował w Neapolu seminarium jezuickie, ale już kilka miesięcy później został wezwany przez Loyolę z powrotem na sobór trydencki jako teolog papieża Juliusza III. On i Laynez jako pierwsi zabrali głos podczas wstępnych obrad. Kiedy sobór po raz kolejny zawiesił obrady, w październiku 1552 Salmeron wrócił do Neapolu, a w maju 1555 papież Paweł IV wysłał go na sejm Rzeszy w Augsburgu z nuncjuszem Luigi Lippomano, później do Polski, a w kwietniu 1556 do Belgii.
W kolejną podróż do Belgii udał się 2 grudnia 1557 jako doradca kardynała Gian Pietra Carafy (późniejszego papieża Pawła IV). W 1558 Laynez wyznaczył Salmerona pierwszym prowincjałem jezuickim w Neapolu, a w 1561 – podczas legatu apostolskiego we Francji – głównym wikariuszem zakonu. Sobór trydencki po przerwie wznowił obrady w maju 1562 i trzeci już podczas tego soboru papież, Pius IV, wybrał Salmerona i Layneza na swoich teologów. Tematem obrad była bardzo delikatna kwestia boskiego pochodzenia praw i obowiązków biskupów.
W latach 1564–1582 Salmeron był zaangażowany głównie w wygłaszanie kazań i pisanie. Podczas osiemnastu kolejnych lat w czasie wielkiego postu wygłaszał codzienne kazania, którymi zdobył sobie wielką estymę i popularność. Pozostawił po sobie bogatą spuściznę pisarską. Składa się na nią głównie 16 tomów komentarzy biblijnych, 11 dotyczących ewangelii, jeden Dziejów Apostolskich i cztery listów świętego Pawła.